# Сонянець
Сонянець (Fumana) — невеликий рід квіткових рослин родини чистових. Це невеликі багаторічні кущики з п'ятилопатевими жовтими квітами, які поширені на кам'янистих і піщаних ґрунтах Європи та Середземномор'я. Кущі Fumana можуть бути лежачими або прямовисними. Листки, як правило, дуже вузькі та майже завжди чергуються. Рід налічує близько 20 названих видів.

## Види
- Fumana aciphylla
- Fumana arabica
- Fumana bonapartei
- Fumana ericifolia
- Fumana ericoides
- Fumana fontanesii
- Fumana fontqueri
- Fumana grandiflora
- Fumana juniperina
- Fumana lacidulemiensis
- Fumana laevipes
- Fumana laevis
- Fumana oligosperma
- Fumana paphlagonica
- Fumana procumbens
- Fumana scoparia
- Fumana thymifolia
- Fumana trisperma